# Mylabris pauper
Mylabris pauper é uma espécie de insetos coleópteros polífagos pertencente à família Meloidae.
A autoridade científica da espécie é Escherich, tendo sido descrita no ano de 1899.
Trata-se de uma espécie presente no território português.